# Campeonato de España de Ciclismo Contrarreloj 2015
La XXII edición del Campeonato de España de Ciclismo Contrarreloj se disputó el 26 de junio de 2015 en Cáceres, por un circuito que constó de 45,5 km de recorrido.
Participaron 31 ciclistas (12 de ellos amateurs), siendo el equipo más representado el Movistar Team (4 corredores).
El ganador de la prueba fue Jonathan Castroviejo que superó a sus compañeros de equipo Gorka Izagirre y Jesús Herrada, segundo y tercero respectivamente; de hecho 3 integrantes del Movistar coparon el pódium. Jesús Alberto Rubio, decimotercero de la prueba, fue el campeón en categoría élite (amateurs).

## Clasificación final
| \| Clasificación general \| Clasificación general \| Clasificación general \| Clasificación general \| Clasificación general \| \| Ciclista \| Ciclista \| Equipo \| Tiempo \| \| \| --------------------- \| --------------------- \| ---------------------- \| --------------------- \| --------------------- \| \| 1.º \| Jonathan Castroviejo \| Movistar Team \| 55 min 35 s \| \| \| 2.º \| Gorka Izagirre \| Movistar Team \| + 1 min 08 s \| \| \| 3.º \| Jesús Herrada \| Movistar Team \| + 2 min 01 s \| \| \| 4.º \| Luis León Sánchez \| Astana \| + 2 min 11 s \| \| \| 5.º \| Alejandro Marque \| Efapel \| + 3 min 00 s \| \| \| 6.º \| Víctor de la Parte \| Team Vorarlberg \| + 3 min 43 s \| \| \| 7.º \| Albert Torres Barceló \| Team Ecuador \| + 4 min 02 s \| \| \| 8.º \| Ángel Madrazo \| Caja Rural-Seguros RGA \| + 4 min 16 s \| \| \| 9.º \| Imanol Erviti \| Movistar Team \| + 4 min 18 s \| \| \| 10.º \| Diego Rubio \| Efapel \| + 4 min 31 s \| \| |                       |                        |              |
| |                       |                        |              |
| |                       |                        |              |
| Clasificación general |                       |                        |              |
| Ciclista | Ciclista              | Equipo                 | Tiempo       |
| 1.º | Jonathan Castroviejo  | Movistar Team          | 55 min 35 s  |
| 2.º | Gorka Izagirre        | Movistar Team          | + 1 min 08 s |
| 3.º | Jesús Herrada         | Movistar Team          | + 2 min 01 s |
| 4.º | Luis León Sánchez     | Astana                 | + 2 min 11 s |
| 5.º | Alejandro Marque      | Efapel                 | + 3 min 00 s |
| 6.º | Víctor de la Parte    | Team Vorarlberg        | + 3 min 43 s |
| 7.º | Albert Torres Barceló | Team Ecuador           | + 4 min 02 s |
| 8.º | Ángel Madrazo         | Caja Rural-Seguros RGA | + 4 min 16 s |
| 9.º | Imanol Erviti         | Movistar Team          | + 4 min 18 s |
| 10.º | Diego Rubio           | Efapel                 | + 4 min 31 s |